# ميشيل ديل كاستيلو
ميشيل ديل كاستيلو (بالفرنسية: Michel del Castillo)‏ أو ميشيل جانيكو ديل كاستيلو، ولد بمدريد في 2 أغسطس 1933. وهو كاتب فرنسي. حصل على جائزة رينودو الأدبية عام 1981.

## روابط خارجية
- ميشيل ديل كاستيلو على موقع IMDb (الإنجليزية)
- ميشيل ديل كاستيلو على موقع الموسوعة البريطانية (الإنجليزية)
- ميشيل ديل كاستيلو على موقع ألو سيني (الفرنسية)
- ميشيل ديل كاستيلو على موقع أول موفي (الإنجليزية)
- ميشيل ديل كاستيلو على موقع قاعدة بيانات الفيلم (الإنجليزية)
- ميشيل ديل كاستيلو على موقع كينوبويسك (الروسية)